# Olea javanica
 (avril 2014).
Si vous disposez d'ouvrages ou d'articles de référence ou si vous connaissez des sites web de qualité traitant du thème abordé ici, merci de compléter l'article en donnant les références utiles à sa vérifiabilité et en les liant à la section « Notes et références ».
Espèce
Classification phylogénétique
Olea javanica (Blume) Knobl. est une espèce de plantes à fleurs de la famille des Oleaceae et du genre Olea. C'est un arbre qui peut atteindre 26 m de hauteur et qui pousse dans les forêts primaires des iles de l'archipel Malais (Insulinde). Il a été reconnu et classé dans le sous-genre Tetrapilus par P.S. Green lors de sa révision du genre Olea (2002) avec ses synonymes et sa description botanique.

## Synonymes botaniques
- Pachyderma javanicum (Blume) (1826) : Isotype.
- Stereoderma javanicum Blume (1828).
- Notelea zollingeriana Teijsm & Binn. (1864).
- Olea graciflora Koord. & Valeton (1902).

## Sous-taxons
Selon Tropicos, il y a les sous-taxons suivants :
- Olea javanica var. grandiflora Koord. & Valeton op. cit. (1902).
- Olea javanica var. laxiflora Koord. & Valeton loc. cit. (1902).
- Olea javanica var. grandiflora Koord. & Valeton op. cit.:252 (1902).
- Olea javanica var. acuminatissima Koord. & Valeton loc. cit. (1902).

## Description botanique

### Appareil végétatif
C'est un arbre pouvant aller de 4 à 26 m de hauteur, avec des jeunes pousses glabres. Les feuilles sont plus ou moins coriaces, glabres avec des pétioles de 5 à 20 mm de longueur. Leur limbe est oblong-elliptique, de (5,5-)7 à 15(-19) cm de long et large de (2-)3 à 6(-7) cm, la base est aigüe à obtuse, atténuée sur le pétiole, l'apex est longuement à brièvement acuminé. Les bords sont entiers, il y a de 5 à 6(-7) nervures primaires de part et d'autre de la nervure centrale qui fait saillie en dessous, légèrement enfoncée sur le dessus. La nervuration est de couleur sombre.

### Appareil reproducteur
Les inflorescences sont des cymes paniculées, andro-dioïques, de (1-)3 à 7 cm de longueur, à fleurs abondantes subombellées, glabres ou finement pubérulentes, avec des pédicelles de 1,5 à 5 mm de long. Le calice forme un tube de 0,25 mm de long, avec des lobes triangulaires de 0,5 mm à 7 cm de long, glabres à finement pubérulent, les bords sont ciliès. La corolle est blanche, subsphérique, en tube de 0,75 à 1 mm de long avec des lobes 1,25 à 1,5 mm de long et larges, fortement cuculliformes. Il y a deux étamines (parfois 3 à 4 voir Lanjouw 61) largement elliptiques avec des anthères de 11 à 1,5 mm de long, le filet mesure 0,2 mm de long ou est subsessile. L'ovaire est avorté dans les fleurs mâles, quelquefois globuleux ou en forme de bouteille dans les fleurs femelles, mesurant 1,2 à 1,5 mm de long portant un style de 0,25 mm de long ou rarement différencié avec un stigmate capité, parfois bilobé de 0,25 mm de long, légèrement bilobé. Le fruit est une drupe oblongue-ovale mesurant 1,5 par 1,5, noir-pourpre.

### Répartition géographique et habitat
Malaisie, Brunei, Sabah, Indonésie, Sumatra, Java et Philippines.
Cette espèce vit dans les forêts primaires, dans les régions submontagneuses et dans les forêts mixtes à diptérocarpes (arbres géants), entre 250 et 1,800 m.

## Utilisations
Cette espèce est recherchée pour la confection de bonsaïs ou comme arbre d'ornement de parcs et jardins.

## Sources
Pour des articles plus généraux, voir Oleaceae, Olea et Tetrapilus.